# Hegyi beszéd

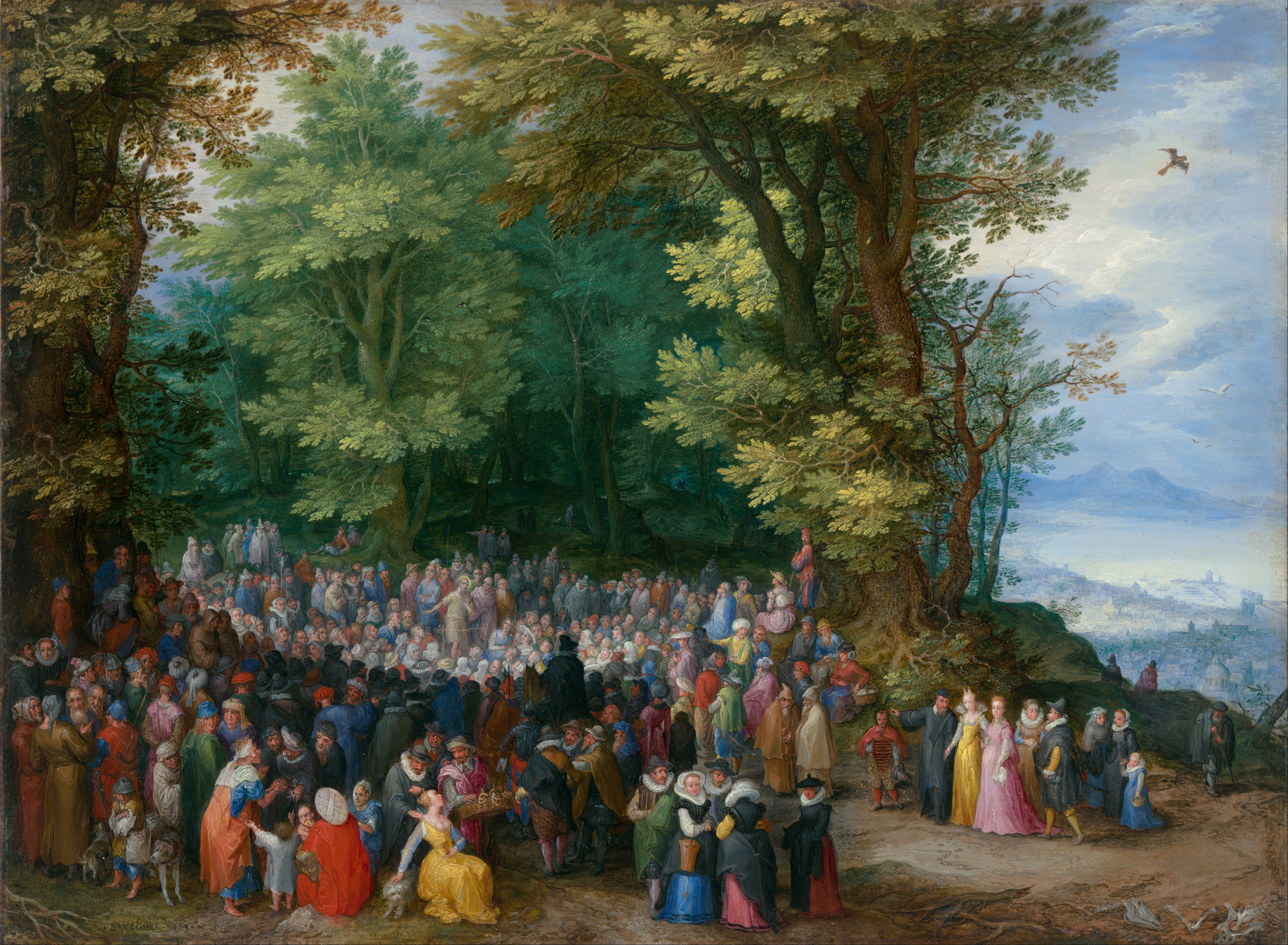
Idősebb Pieter Bruegel: A hegyi beszéd, 1598

A hegyi beszéd (Mt 5-7, vö. Lk 6,20-49) Jézus legnagyobb, a keresztény katekézis szellemét tükröző beszéde. Jézus tanítása és beszédei (elsősorban erkölcsi szempontból) lényeges pontjait foglalja össze oly módon, hogy Jézus, mint az új Mózes meghirdeti az üdvrend tökéletes törvényét: ebben az új üdvrendben közvetlenül jelenik meg az ember előtt Isten eszkatológikus országa a maga követelményeivel, amelyek az Ő országába való bebocsátás feltételei.
Joó Sándor egykori református lelkipásztor szerint nem valószínű, hogy egyetlen alkalommal mondott prédikáció volt ez, hanem talán többször is kiment Jézus egy bizonyos dombtetőre, valahol Kapernaum vagy Názáret közelében, vissza-visszajárt ugyanarra a helyre, és ott tanította az embereket. Ezeknek a tanításoknak a gyűjteménye lehet az ún. „hegyi beszéd”.

## A hegyi beszéd antitézispárjai

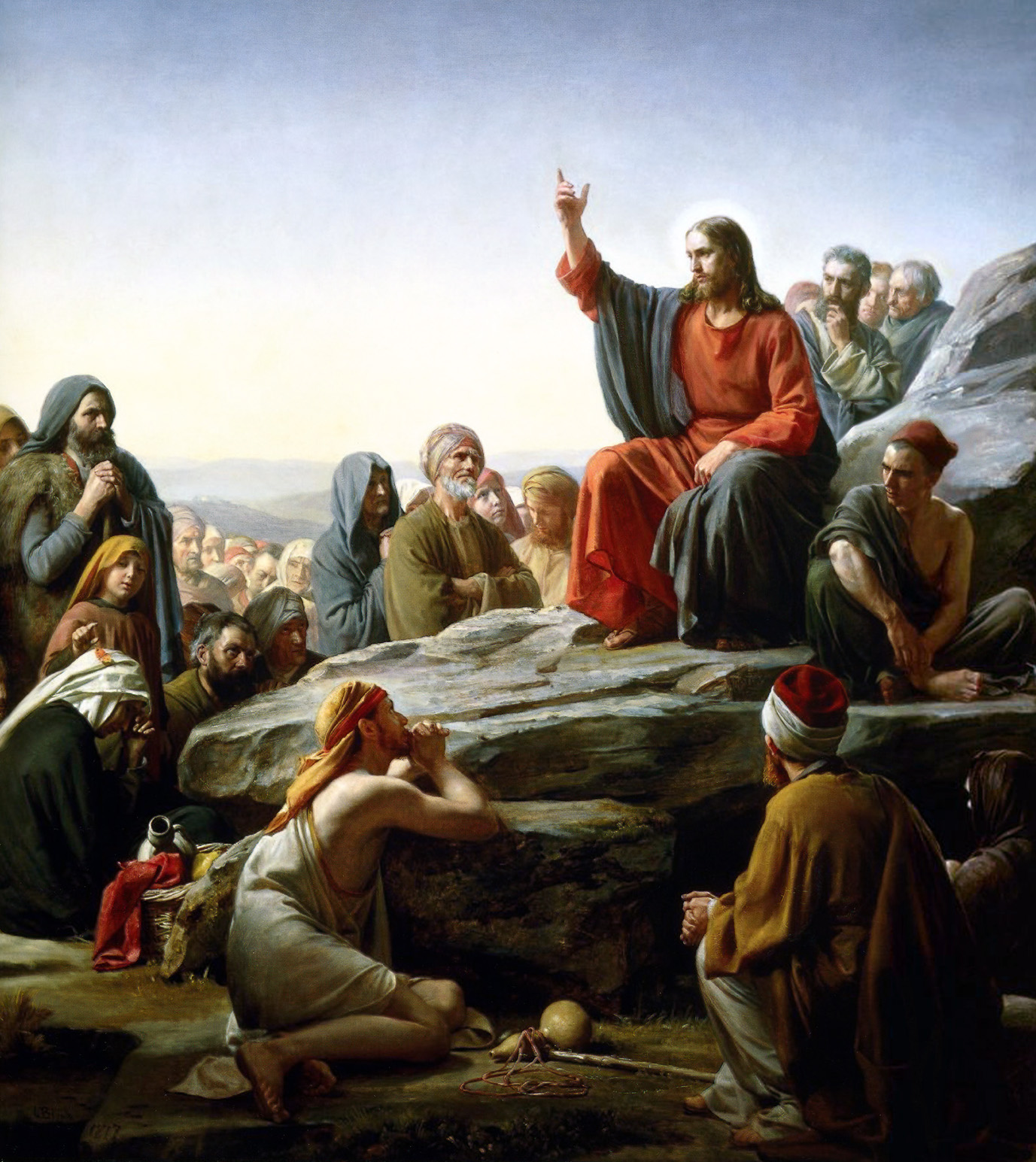
Carl Heinrich Bloch: A hegyi beszéd, 1890

Jézus a Kineret-tó közelében egy hegy lejtőjén tartózkodott. A rendszeresen megjelenő galileaiakon kívül jöttek hozzá emberek Júdeából, sőt még Jeruzsálemből, Pereából, Dekapoliszból, Idumeából, Tíruszból és Szidonból, s a Földközi-tenger főníciai városaiból is: „...amikor hallották, hogy miket művelt, nagy sokasággal jöttek Őhozzá” „mert erő származott ki belőle, és mindenkit meggyógyított”. Az emberek azt hitték, hogy Krisztus csakhamar megalapítja, felállítja földi királyságát. Voltak közöttük írástudók és farizeusok is. Ők azt a napot sóvárogták, amely biztosítja számukra a gyűlölt Róma feletti uralmat, a világbirodalom gazdagságát és pompáját. A szegény földművesek és halászok abban reménykedtek, hogy nyomorúságos kunyhóikat, szűkös táplálékukat, fáradságos életüket, nyomorúságtól való félelmüket kényelmes ház és bőség váltja majd fel; napjaikat pedig édes semmittevéssel tölthetik. Azt is remélték, hogy durva öltözetük helyett – amely nappal öltönyük, éjjel pedig takarójuk volt – Krisztus nekik adja elnyomóik finom és drága ruháit. A csodálkozó tömegnek azonban különös és újszerű volt a következő beszéd.

### Kik a boldogok?
- Boldogok a lelki szegények: mert övék a mennyeknek országa. (Mt 5:3)

Az új tanító olyan hatalommal rendelkezett, amely lenyűgözte az embereket. Az isteni szeretet jó illata úgy áradt ki egyéniségéből, mint a virágok illata. Szavai úgy szálltak, „mint eső a rétre, mint zápor, amely megöntözi a földet”. Mindnyájan ösztönösen érezték, hogy olvas lelkük titkaiban, mégis gyengéd részvéttel közeledik feléjük. Szívük megnyílt, s miközben Jézust hallgatták, Isten Lelke kinyilatkoztatta előttük azon tanítások értelmét, amelyekre az emberiségnek minden időben oly nagy szüksége van. 
Krisztus korában a nép egyházi vezetői azt gondolták, hogy dúskálnak a lelki javakban. A farizeus imája – „Hálát adok néked Isten, hogy nem vagyok olyan, mint egyéb emberek...” (Lk 18:11) – az egész közösség, sőt az egész nép érzéseit fejezte ki. A tömegben azonban mégis akadtak néhányan, akik lelki szegénységük tudatára ébredtek. „Övék a mennyeknek országa” – mondja Krisztus a lelki szegényekről. Ez az ország nem földi, tehát nem is mulandó. Krisztus feltárta előttük szeretetének, kegyelmének és igazságának lelki birodalmát. Az Ő alattvalói a lelki szegények, az alázatosak és az igazságért üldözöttek; övék a mennyeknek országa. 
- Boldogok, akik sírnak: mert ők megvigasztaltatnak. (Mt 5:4)

E mondat a bűnök feletti, szívből fakadó sírásról beszél: az őszinte bűnbánatról. Az élet megpróbáltatásai Isten munkatársai; az a rendeltetésük, hogy jellemünkből minden tisztátalanságot és durvaságot eltávolítsanak. A faragás és csiszolás, simítás és fényezés mindig fájdalmas. Jellemünket is oly nehéz csiszolni, mint a durva követ; de ezzel válik alkalmassá arra, hogy helyét elfoglalja Isten országában.
- Boldogok a szelídek: mert ők örökségül bírják a földet. (Mt 5:5)

Jézus a szelídséget azon erények közé számítja, amelyek alkalmasakká tesznek bennünket Isten országára. Saját élete és jelleme által szemléltette ez erény szépségét. 
- Boldogok, akik éhezik és szomjúhozzák az igazságot: mert ők megelégíttetnek. (Mt 5:6)

Isten szava az élet forrása. Aki ebből a forrásból merít, az a Szentlélek által Krisztussal fonódik egybe. 
- Boldogok az irgalmasok: mert ők irgalmasságot nyernek. (Mt 5:7)

Az irgalmas emberek az isteni természet részesei. Szívük egy ütemre dobban a Végtelen Szeretettel; menteni törekszenek, és nem kárhoztatni. Istennek bennük való lakozása kiapadhatatlan forrássá teszi őket. Akiben Krisztus lakozik, annak szíve túlárad a jóakarattól és segítőkészségtől.
- Boldogok, akiknek szívük tiszta: mert Ők az Istent meglátják. (Mt 5:8)

Izráel népének vallási élete tele volt szabályokkal, korlátozásokkal és a külső tisztátalanságoktól való félelemmel. Nem törődtek azonban azokkal a foltokkal, amelyeket a szennyes gondolatok, a haszonlesés és a gyűlölködés hagyott lelkükön.
Isten országába nem juthat be semmi tisztátalan. Isten szent, és az ő országa lakóinak is szenteknek kell lenniük. Minden lakójának már itt ezen a földön tiszta szívűnek kell lennie. Aki Krisztustól tanul, az elveti az ízléstelen kifejezéseket és a tisztátalan, szennyes gondolatokat. Akinek szívében Krisztus él, annak gondolkozásában és erkölcsiségében tisztaság és nemesedés nyilatkozik meg.
- Boldogok a békességre igyekezők: mert ők az Isten fiainak mondatnak. (Mt 5:9)

A békesség lelkülete tesz bizonyságot a mennyel való összeköttetésről. Az igazi hívők jóságos lénye, jellemük szeretetre méltósága bizonyítja a világnak, hogy ők Isten igaz gyermekei. Mert „Mindaz, aki szeret, az Istentől született”. „Akiben pedig nincs a Krisztus Lelke, az nem az övé”, hanem „akiket Isten Lelke vezérel, azok Istennek fiai”.
- Boldogok, akik háborúságot szenvednek az igazságért: mert övék a mennyeknek országa. (Mt 5:10) Boldogok vagytok, ha szidalmaznak és háborgatnak titeket és minden gonosz hazugságot mondanak ellenetek én érettem. (Mt 5:11)

Krisztus nem kecsegteti követőit földi dicsőséggel, földi gazdagsággal, sem pedig kísértésektől mentes élettel. Ellenkezőleg, utal arra a kiváltságukra, hogy Urukkal együtt járhatják az önmegtagadás útját, és vele együtt szenvedhetik el a szemrehányásokat és gyakran a gyalázatot, mivel a világ nem ismeri őket.
Krisztus lejött e földre, hogy az elveszett világot megváltsa, és szembe találta magát Isten ellenségeinek egyesült erőivel. Mihelyt az ember Istennel való összhangra törekszik, azonnal tapasztalja, hogy a hívők elleni támadások azóta sem gyengültek. A láthatatlan hatalmak és a gonosz erők azonnal készek harcolni azok ellen, akik engedelmeskedni akarnak a menny törvényeinek. 
Az Úr nem ígérte meg követőinek, hogy nélkülözésektől vagy üldözésektől mentesülnek, de ennél sokkal becsesebbet ígér nekik: egy örök életet a mennyek országában.
- Ti vagytok a föld sója. Ha a só ízét veszti, ugyan mivel sózzák meg? Nem való egyébre, mint hogy kidobják, s az emberek eltapossák. Ti vagytok a világ világossága. A hegyen épült várost nem lehet elrejteni. S ha világosságot gyújtanának, nem rejtik a véka alá, hanem a tartóra teszik, hogy mindenkinek világítson a házban. Ugyanígy a ti világosságotok is világítson az embereknek, hogy jótetteiteket látva dicsőítsék mennyei Atyátokat! (Mt 5:13-16)

A sót ízesítő, tartósító és romlástól megóvó ereje miatt is nagyra becsülték. Jézus sónak nevezi követőit, amivel arra tanította őket, hogy szándéka szerint általuk akar megnyerni másokat. Isten Ábrahámot sem azért választotta ki, hogy csupán barátja legyen, hanem hogy általa valamennyi nép elfogadhassa azokat a nagyszerű kiváltságokat, amelyeket az Úr nekik akart adni. Kereszthalála előtt Jézus a következő imát mondta tanítványai körében: “És én őérettük odaszentelem magamat, hogy ők is megszenteltekké legyenek az igazságban” (Jn 17:19). Hasonlóképpen, azok a követői is, akiket az igazság megtisztított, olyan megmentő jellemvonásokkal bírnak, amelyek a világot a teljes erkölcsi romlástól megóvják.
“Ti vagytok a világ világossága.” Amint a Nap megkezdi útját, hogy az éjszaka árnyait tovaűzve, a világot új életre ébressze, úgy kell Krisztus követőinek is küldetésüket teljesíteniük; mennyei világosságot kell árasztaniuk mindazokra, akik a tévedések és bűnök homályában élnek. Krisztus követői többet kell, hogy jelentsenek embertársaik számára, mint csupán egyszerű fénysugár; ők legyenek a világ világossága. Jézus így szól mindazokhoz, akik nevében könyörögnek: “Ti nékem adtátok át magatokat, én pedig a világnak adtalak benneteket, hogy képviselőim legyetek.” Amint Őt küldte az Atya e világba – mondta – , “akképpen küldelek benneteket én is a világba” (Jn 17:18). Miként Krisztus az Atyát nyilatkoztatta ki, úgy kell a követőinek életük példamutatásával valljanak Krisztusról!

### Ne gerjedj haragra (1.)
- Aki haragszik az ő atyjafiára, méltó az ítéletre (Mt 5:22)

Isten szólt Mózes által: „Ne gyűlöld a te atyádfiát szívedben... Bosszúálló ne légy, és haragot ne tarts a te néped fiai ellen, hanem szeresd felebarátodat, mint magadat!”  A Krisztus által feltárt igazságok ugyanazok, mint amelyeket a korai próféták is tanítottak, de az engedetlenség és a bűn szeretete elhomályosította az emberek látását.
Az Üdvözítő szavaiból megértették a hallgatók, hogy amíg ők másokat bűnösöknek tartanak, saját maguk ugyanolyan bűnösek, mert irigységet és gyűlöletet táplálnak szívükben.
A gyűlölködés szelleme Sátántól ered. Aki gyűlöletet és irigységet melenget magában, ugyanazt a lelkületet ápolja, amelynek aratása: a halál. A bosszú gondolatában ugyanúgy benne rejlik a gonosz cselekedet, mint a magban a növény. „Aki gyűlöli az ő atyjafiát, mind embergyilkos az, és tudjátok, hogy egy embergyilkosnak sincs örök élete, ami megmaradhatna őbenne”
Aki pedig azt mondja felebarátjára: Bolond, méltó a gyehenna tüzére.” Az Ótestamentum a „bolond” szót a pártütőkre vagy azokra vonatkoztatta, akik teljesen a bűnnek éltek. Jézus tehát azt mondja, hogy aki felebarátját pártütőnek vagy istentelennek bélyegzi, ugyanúgy méltó a kárhozatra.
Isten – "Fiának" feláldozása által – megmutatta, milyen nagyra becsül minden egyes lelket; ezért senkinek sem szabad megvetően beszélni felebarátjáról. Embertársaink hibáit és gyengeségeit megláthatjuk ugyan, Isten azonban azok ellenére tulajdonának tekint minden egyes lelket; elsősorban a teremtés folytán, majd pedig Krisztus megváltó vére által. Isten az embert saját képmására alkotta, tehát a legalacsonyabb sorsúakkal is tisztelettel és szeretettel kell bánnunk! Isten felelősségre von bennünket minden egyes megvető szóért, amellyel olyan embereket kárhoztatunk, akikért Krisztus életét áldozta.

### Ne legyen bűnös kívánságod (2.)
Jézus a Tízparancsolatban levő „Ne paráználkodj!” parancsot (2Móz 20,14) látja el kiegészítéssel. Azt mondja, hogy 
- mindaz, aki bűnös vággyal néz asszonyra, az már paráznaságot követett el.

Júdea népe büszkélkedett erkölcsösségével; undorral tekintettek a pogányok érzékies szokásaira. A római császár parancsára Palesztinában tartózkodó tisztviselők jelenléte állandóan bosszantotta őket, mert az idegenekkel együtt a pogány szokás, élvezetvágy és erkölcstelen életmód honosodott meg az országban. Jézus kortársai azt várták, hogy Ő majd szigorúan megrója őket. Mennyire csodálkoztak azonban, amikor ezzel ellentétben az ő szívük gonosz indulatait leplezte le.
Jézus kijelentette: amíg a szív bűnös indulatokat és gondolatokat ápol – legyen akármilyen rejtett – , addig a bűn az úr. Aki az erkölcstelen jelenetekben gyönyörködik, és elnéző a bűnös gondolatokkal és érzéki pillantásokkal szemben, az a nyilvános bűnök gyalázatos voltában és szívettépő nyomorában felismerheti annak a gonoszságnak igazi lényegét, amely szívében fészkel. Nem a kísértés – amely által az ember az átkos bűnt elköveti – okozza a bűnt, mivel az csupán napfényre hozza azt, ami régóta a szívben élt, titkon és elrejtve.
„Minden féltett dolognál jobban őrizd meg szívedet, mert abból indul ki minden élet!”– írja a Biblia. A Menny úgy látja az embert, amilyen a valóságban a lelke legmélyén: legtitkosabb gondolataiban és szándékaiban. „Mert az Úr nem azt nézi, amit az ember; mert az ember azt nézi, ami szeme előtt van, de az Úr azt nézi, ami a szívben van.

### Az új házassági törvény (3.)
- Szabad-e az embernek az ő feleségét akármi okért elbocsátani? (Mt 5:31– 32)

A zsidó nép körében megszokott dolog volt, hogy a férj a legcsekélyebb okért is elvált a feleségétől, az asszony pedig ismét férjhez mehetett. Ez a szokás azonban az erkölcsi romlást eredményezte. Jézus a Hegyi Beszédben világosan leszögezte, hogy a hűtlenségen kívül, egyéb ok miatt a házasság fel nem bontható. „Valaki elbocsátja feleségét paráznaság okán kívül, paráznává teszi azt; és aki elbocsátott asszonyt vesz el, paráználkodik.”
Amikor a farizeusok később ismét kérdezték Jézust, hogy a válás megengedhető-e, Ő utalt arra, hogy Isten a házasságot már a teremtéskor elrendelte. „Mózes a ti szívetek keménysége miatt engedte meg néktek, hogy feleségeiteket elbocsássátok; de kezdettől fogva nem így volt” (Mt 19:8).
„Annak okáért elhagyja a férfiú az ő atyját és az ő anyját, és ragaszkodik feleségéhez, és lesznek egy testté”. Így tette kötelezővé a házasság törvényét Ádám minden utódjára, az idők végezetéig. Amit a mennyei Atyánk jónak tart, az mindig a legnagyobb áldás és a legteljesebb kibontakozás törvénye az ember számára.

### Ne esküdözz (4.)
- Azt mondom nektek, hogy egyáltalán ne esküdjetek: sem az égre, mert az Isten trónusa, sem a földre.. (Mt 5:34)

Az esküdözés szokásos volt a zsidó népnél. Mózes eltiltotta a hamis esküt, ők azonban számos kibúvót találtak, hogy megszabaduljanak az eskü által vállalt kötelezettségek alól. Nem féltek az istentelenségtől, és nem riadtak vissza a hamis eskütől, ha a törvény ügyes kijátszása által mindez titokban maradhatott.
Jézus elítélte eljárásukat. Megmagyarázta, hogy az esküdözés Isten törvényének áthágása. Az Üdvözítő azonban nem tiltotta el a törvény előtti ünnepélyes esküt, amikor Istent tanúnak hívjuk arra, hogy az elmondottak az igazságot, mégpedig a tiszta igazságot tartalmazzák. Hiszen Jézus maga sem vonakodott a Nagytanács előtt esküvel bizonyságot tenni. Amikor a főpap így szólt hozzá: „Az élő Istenre kényszerítelek téged, hogy mondd meg nékünk, ha te vagy-é a Krisztus, az Istennek fia?”, Jézus ezt felelte: „Te mondád”
Jézus olyan alapelveket fektetett le, amelyek az esküdözést szükségtelenné teszik. Azt tanította, hogy a tiszta igazság legyen szavaink zsinórmértéke. „Legyen a ti beszédetek: Úgy, úgy; nem, nem; ami pedig ezeken felül vagyon, a gonosztól van.. 
Ezek a szavak elítélik azokat a töltelékszavakat, amelyek a szentségtörés határait súrolják. Elvetik a színlelő udvariaskodást, az igazságtól való eltérést, a hízelgő beszédmódot, a túlzásokat, az üzleti életben előforduló megtévesztéseket, amint ez ma a társadalmi és üzleti életben szokásos. Jézus szavai azt tanítják, hogy senkit sem nevezhetünk őszintének, becsületesnek, aki másnak igyekszik feltűnni, mint ami a valóságban, vagy akinek szavai nem fejezik ki szívének igazi érzelmeit.

### A megtorlást megszüntető törvény (5.)
Jézus átformáló nézete tükröződik itt amely a Máté evangéliumban található: Mt 5,38-42-ben. 
- "Ne álljatok ellene a gonosznak, hanem aki arcul üt téged jobb felől, fordítsd felé a másik orcádat is."

Az általános szabály volt Mózes törvényében: „Szemet szemért, fogat fogért”, azonban ez csak a törvényszékeknek szólt. Senkinek sem áll jogában bosszút állni, mert az Úr szava így hangzik: „Ne mondd: bosszút állok rajta”. „Ne mondd ezt: Amiképpen cselekedett énvelem, úgy cselekszem ővele”. „Ha éhezik, aki téged gyűlöl, adj enni néki kenyeret; és ha szomjúhozik, adj néki inni vizet”. „Mikor elesik a te ellenséged, ne örülj; és mikor megütközik, ne vigadjon a te szíved”. Jézus egész földi életében ez az alapelv nyilatkozott meg. Az ő követőinek is fel kell venniük a keresztet, aminek a motivációja nem lehet gyengeség, hanem csak a más emberek iránti megbocsátó szeretet.

### Az ellenség iránti szeretet (6.)
Jézus így folytatta tanítását: 
- Szeressétek ellenségeiteket, áldjátok azokat, akik titeket átkoznak, jót tegyetek azokkal, akik titeket gyűlölnek, és imádkozzatok azokért, akik háborgatnak és kergetnek titeket. Hogy legyetek a ti mennyei Atyátoknak fiai[25]

Ez volt az alapelve és szelleme annak a törvénynek, amelyet a rabbik félremagyaráztak, és egy rideg, merev törvénykönyvvé alacsonyítottak le. Jobbnak tartották magukat másoknál, és izraeli származásuk miatt biztosak voltak Isten különös kegyelmében. A zsidók azt gondolták, hogy Isten csak őket szereti, a többiekre viszont rosszallással tekint, s kárhoztatja őket. Jézus ellenben azt mondta, hogy az egész világra – mind a jókra, mind a gonoszokra – szétáradnak Isten szeretetének napsugarai. Ezt az igazságot a zsidók már a természetből megtanulhatták volna, mert Ő „felhozza napját mind a gonoszokra, mind a jókra, és esőt ad mind az igazaknak, mind az istenteleneknek”
Isten gyermekei azok, akik részesei az isteni természetnek, Krisztus jellemének. Nem a születés, a nemzetiség, a magas pozíció vagy a vallási kiváltságok tesznek bennünket az isteni család tagjaivá, hanem egyedül a szeretet – olyan szeretet, amely minden embert átölel. Még olyan bűnösök is képesek kedvesen reagálni a kedvességre, akiknek szíve nem Isten Lelke befolyásának enged; míg a gyűlöletre gyűlölettel, a szeretetre szeretettel reagálnak.
Egyedül Isten lelkülete adhat a gyűlöletért cserébe szeretetet. A hálátlanokkal és gonoszokkal szemben tanúsított barátságos magatartás, és a jóindulat azokkal szemben, akiktől semmit sem várhatunk az ismertetőjele a menny királyi családjának. A feltétel nélküli szeretet az egyik leghatározottabb bizonyíték, amellyel Krisztus igaz követői igazolják magukat.

### Adomány (jótékonyság) (7.)
- Vigyázzatok, hogy adományaitokat ne az emberek előtt osztogassátok, hogy lássanak titeket (Mt 6:1)

Jézus idejében a farizeusok igyekeztek az emberek szeme láttára jótékonykodni, hogy figyelmüket ezzel felkeltsék és saját jó hírüket megalapozzák. Úgy tettek, mintha igen komolyan vennék a mózesi törvény iránti tiszteletet, ugyanakkor azonban tulajdonképpeni titkos céljuk felé, az önmagasztalásra törekedtek. Jézus elítélte ezt a látszattevékenységet. Felvilágosította őket, hogy aki egoista módon önmagát szereti, megszegi Isten törvényét. Az ilyenek elvették már a jutalmukat az emberektől, ezért Istentől nem kapnak jutalmat.

Isten a jótékonyságot megáldja, de ne a jutalomra gondoljunk, hanem mindig arra, hogy miképp szolgálhatunk. Az ilyen szellemben történő szolgálat jutalma soha nem fog elmaradni.

### Ima (8.)
- És mikor imádkozol, ne légy olyan, mint a képmutatók (Mt 6:5)

A farizeusok mindig meghatározott időben imádkoztak. Gyakran előfordult, hogy épp az utcán vagy a piacon nyüzsgő embertömeg között voltak, vagy akár máshol, ilyenkor megálltak és fennhangon elmondták betanult imáikat. Az ilyen, önmagasztalást célzó istentiszteletet Jézus elítélte. A nyilvános imát nem vetette meg, hiszen ő is imádkozott tanítványaival a nagy tömeg jelenlétében, de azt tanította, hogy a személyes imát ne a nyilvánosság előtt mondjuk el és az imánk őszintén Istenhez szóljon, ne az embereknek akarjunk tetszelegni.

Sok esetben az emberek nyilvános imáik szerint minősítenek másokat, ki milyen hívő. Isten a szívünket nézi, nem a szavainkat! 
Aki Istent titokban keresi, nyomorúságát Isten elé tárja, és segítségét kitartóan kéri, annak könyörgése nem hiábavaló. „Atyád, ki titkon lát, megfizet néked nyilván.” Ha Krisztust mindennapi társunkká választjuk, a láthatatlan világ hatalmait érezzük majd magunk körül, s folyamatosan reá tekintve, átalakulhatunk képmására. Aki naponként komoly imában fordul Istenhez segítségért, támogatásért és erőért, nemes vágyai lesznek, tisztán látja majd a kötelességeit, kiemelkedő céljai lesznek, és folyamatosan éhezni és szomjazni fogja az "igazságot". Életünk minden mozzanata a bennünk lakozó Üdvözítő világosságát és szeretetét nyilatkoztatja majd ki. Ha az Isten Fiában való hit életét éljük, az élet külső fáradalmai nem háborítanak.

### Megbocsátás (9.)
Isten csak úgy adhat nekünk bűnbocsánatot, ha mi is megbocsátunk az ellenünk vétkezőknek. Aki nem hajlandó másoknak megbocsátani, az Isten kegyelme elől is elzárja magát.
Jézus ezért hangsúlyozottan kijelentette beszédében: 
- „Mert ha megbocsátjátok az embereknek az ő vétkeiket, megbocsát nektek is a ti mennyei Atyátok. Ha pedig meg nem bocsátjátok az embereknek az ő vétkeiket, a ti mennyei Atyátok sem bocsátja meg a ti vétkeiteket”.[28]

Ha Isten áldásában és kegyelmében akarunk élni, akkor folyamatosan meg kell bocsátanunk másoknak és el kell "felejtenünk" az ellenünk elkövetett sérelmeket. Ellenkező esetben, amikor Isten bocsánatát kérjük, valami olyasmit kérünk, amit mi magunk nem vagyunk hajlandók megadni másoknak. Saját képmutatásunk csapdájába esünk.

### Böjt (10.)
A böjtölés a zsidók között a vallási élet elfogadott része volt. Mózes óta folyamatosan gyakorolták. Mind a farizeusok, mind Keresztelő János tanítványai rendszeresen böjtöltek. A farizeusok hetenként két napot böjtöltek, de ezt szerették úgy tenni, hogy az emberek ezt észrevegyék. Erre mondta Jézus: Bizony mondom nektek: megkapták jutalmukat. 
- "Te pedig amikor böjtölsz ... ne lássák rajtad az emberek, hogy böjtölsz, hanem csak Atyád, aki a titkon is ott van! Atyád, aki a titkon is lát, megjutalmaz téged." (Máté 6,16-18)

Jézus küldetése kezdetén a pusztába vonult el böjtölni, majd a kísértéseket legyőzve a "Léleknek erejével" tért vissza hogy tanítói munkásságát megkezdje.

### Javak gyűjtése (11.)
- "Ne gyűjtsetek magatoknak kincseket a földön!" (Mt 6:19)

A legtöbb ember számára az életben az egyik legfontosabb dolog a pénz és az anyagi javak gyűjtögetése. A figyelmünket az anyagi világ felé fordítjuk, hogy aztán időnk és gondolataink erejét ne használjuk másra, mint a földi léten való átvergődésre. A földön gyűjtött pénz és javak azonban nem maradandók. A földi dolgok annyira lefoglalhatják a gondolatainkat, hogy a mennyei dolgok mindinkább háttérbe szorulnak. Minél több időt és energiát fordítunk az anyagi dolgok megszerzésére, annál kevesebb időnk marad embertársainkra, szellemi, lelki fejlődésünkre. A pénz szolgálata gondokkal, küzdelmekkel és kimerítő munkával jár; és a legnagyobb fáradsággal összekuporgatott anyagi dolgok is csak időszakosak. Amikor itt hagyjuk e földi életet, mindent magunk mögött hagyunk, amire korábban annyi időt áldoztunk. Jézus azt tanácsolta: 
- "Gyűjtsetek kincseket a mennyben"... ahol az örökre megmarad. "Ahol a ti kincsetek, ott van a ti szívetek."

A mások érdekében tett minden fáradozásunk önmagunknak is hasznára válik. Az istenfélő ember nem mulandó kincseket gyűjtöget, hanem jó cselekedetekben, imában, önzetlen szolgálatban oly kincseket halmoz fel Isten előtt, amely örökre javára válik.
Mert „a világ elmúlik, és annak kívánsága is; de aki az Isten akaratát cselekszi, megmarad örökké”.

### Nem lehet két úrnak szolgálni (12.)
- "Senki sem szolgálhat két úrnak: vagy gyűlöli az egyiket, a másikat pedig szereti, vagy ragaszkodik az egyikhez, a másikat pedig megveti. Nem szolgálhattok az Istennek is, a Mammonnak is" (Máté 6:24)

A mammon jelentése: vagyon, tulajdon, itt azonban Jézus megszemélyesíti, mint egy démoni hatalmat, amely rabjává teszi az embert.
Krisztus nem azt mondja, hogy az ember ne szolgáljon neki, vagy hogy nem szabad, hanem azt mondja, hogy nem képes erre. Isten és a Mammon között semmiféle érdekközösség vagy egyetértés nincs. A világi ember épp ott nem ismer korlátozást, és hódol önző vágyainak, ahol a lelkiismeret inti az igaz keresztényt, hogy önmegtagadó legyen, Krisztus önmegtagadó követője. A vonal egyik oldalán az önmagát megtagadó keresztény áll, míg a másikon az önmagát kielégítő, élvhajhászó ember, aki a világot szereti; a világ követésével, vágyainak kielégítésével.
Senki sem helyezkedhet semleges álláspontra. Nincs középút, nem lehet, hogy bár Istent nem ismerjük és nem szeretjük, de Sátánnak sem szolgálunk. Krisztus követőiben kíván élni, tagjaik és képességeik által akar tevékenykedni. Akaratukat alá kell rendelniük az Ő akaratának. Szellemében kell cselekedniük; és ekkor – mint Pál apostol mondta  – már többé nem ők élnek (a világi vágyaiknak), hanem a Krisztus (a mennyei jellemvonásaival) él bennük. Aki magát nem adja át teljesen Istennek, idegen hatalom uralma alá kerül, idegen hangra hallgat, amelynek sugalmazásai egészen más jellegűek.
János apostol írta az 1. levelében: „Ne szeressétek a világot, se azokat, amik a világban vannak. Ha valaki a világot szereti, nincs meg abban az Atya szeretete. Mert mindaz, ami a világban van, a test kívánsága és a szemek kívánsága és az élet kérkedése, nem az Atyától van, hanem a világból.” 

### Az Isteni gondviselés (13.)
- "Ne aggodalmaskodjatok a ti életetek felől... a holnap felől! Elég minden napnak a maga baja" (Máté 6:25,34)

Az ember bízza magát teljesen az Isteni gondviselésre. Ha Isten megadta az életet, megadja az élethez szükséges táplálékot és ruházatot is. A túlságos aggodalom eltereli az ember gondolatát Istenről és a saját lelkének a békéjét és saját egészségét ássa alá. A holnap eseményei, amelyek előttünk nem ismertek, Isten előtt nyilvánvalók.
- "Keressétek először az Isten országát és a többi szükséges dolgok mind megadatnak nektek." (Máté 6,33)

A nép figyelmesen hallgatta Jézus szavait, azonban még most is a földi királyság megalapításán ábrándozott. Jézus a menny kincseit tárta fel előttük, de az ő gondolataikat ez a kérdés foglalkoztatta: „Vajon a vele való kapcsolatunk mennyiben mozdítja elő földi terveink megvalósítását?” Jézus megmagyarázta nekik, hogy ha minden gondjukat a világ dolgaira fordítják, a pogányokhoz hasonlítanak, akik szintén úgy élnek, mintha Isten nem létezne.
Jézus nem mondta, hogy szükségtelen létfenntartásunkért fáradoznunk, csak azt tanítja, hogy mindenben Ő legyen számunkra a kezdet és a vég: a legfontosabb. Ha példáját követjük, ígérete reánk is érvényes, hogy mindaz, amire az életben alapvető szükségünk van, „megadatik” nékünk. Semmiben sem szűkölködnek azok, akik Isten és az emberiség önzetlen szolgálatának adják át magukat.

### Ne ítélkezz másokról (14.)
- "Ne ítéljetek, hogy ne ítéltessetek!" (Máté 7,1)

Ne állítsuk magunkat mintaképül az emberek elé, a kötelességről alkotott felfogásunkat, nézeteinket és írásmagyarázatainkat ne tartsuk mások elbírálásában mérvadónak, és ne ítéljünk el másokat, ha eszményképünket nem közelítik meg. A szívekben olvasni nem tudunk, s mivel önmagunk is hibákkal vagyunk tele, nem vagyunk feljogosítva mások elbírálására. Halandó emberek csak a látszat után ítélnek, egyedül Isten ismeri a cselekedetek titkos mozgatórugóit.

### Embertársainkkal való bánásmód (15.)
- "Amit akartok, hogy veletek tegyenek az emberek, ti is azt tegyétek velük!" (Máté 7,12)

Embertársainkkal való bánásmódban mindig képzeljük magunkat az ő helyzetükbe: érzelmi világukba, nehézségeikbe, örömeikbe és szenvedéseikbe! Helyezkedjünk bele életkörülményeikbe, s azután úgy tegyünk velük, mint ahogy mi szeretnénk, hogy velünk bánjanak, ha az ő helyükben lennénk! 
Amit másokkal cselekszünk, akár jó vagy rossz az– bizonyosan visszaszáll reánk, áldásként vagy átokként. Amit adunk, azt kapjuk vissza. A másokért véghezvitt jó cselekedeteket már ebben az életben is megjutalmazza Isten, szeretetének nagyobb arányú kiárasztása által.

### Teremjetek jó gyümölcsöt! (16.)
- " Minden jó fa jó gyümölcsöt terem, a rossz fa pedig rossz gyümölcsöt. Nem hozhat a jó fa rossz gyümölcsöt, sem a rossz fa jó gyümölcsöt. Kivágnak és tűzre vetnek minden fát, amely nem terem jó gyümölcsöt. Tehát gyümölcseikről ismeritek fel őket. Nem mindenki, aki azt mondja nekem: Uram, Uram! jut be a mennyek országába. Csak az, aki a mennyei Atyám akaratát teljesíti. " (Máté 7,17-21)

Jézus egy másik példázatban önmagát egy szőlőtőhöz hasonlítja, tanítványait pedig annak vesszőihez. Határozottan kijelenti, hogy aki az ő tanítványa akar lenni, annak jó gyümölcsöt kell teremni, ezután pedig megmutatja, hogy a vesszők mily módon lehetnek gyümölcsözők. “Maradjatok énbennem és én is tibennetek. Miképpen a szőlővessző nem teremhet gyümölcsöt magától, hanem ha a szőlőtőkén marad, aképpen ti sem, hanem ha csak énbennem maradtok” .
Pál apostol leírja azokat a lelki gyümölcsöket, amelyeket a keresztény terem: “De a léleknek gyümölcse: szeretet, öröm, békesség, béketűrés, szívesség, jóság, hűség, szelídség, önfegyelem...” . 
Mindazok, akik Krisztus követői lesznek, bizonyságot kell tenniük hitükről, életük példamutatásával. A keresztény jelleme mindennapi életében mutatkozik meg. 
Isten törvénye iránti hűségről fog tanúskodni életük. Szolgálni fognak a rászorulóknak, adományaikat Istennek szentelik. Menedéket nyújtanak a védtelennek, ételt a nélkülözőnek, példaképei az erénynek és együttérzésnek. Miképp Ésaiás próféta tolmácsolja:
Törd meg az éhezőnek kenyeredet, és a hajléktalan szegényt fogadd be házadba. Ha mezítelent látsz, öltöztesd föl, és ne fordulj el embertársad elől! Akkor majd felragyog világosságod, mint a hajnal... előtted halad majd igazságod, és az Úr dicsősége lesz a hátvéded. Akkor, ha szólítod, az Úr válaszol majd, könyörgő szavadra felel: Nézd, itt vagyok! Ha eltávolítod körödből az igát, az ujjal mutogatást és a gonosz beszédet, ha odaadod az éhezőnek kenyeredet, és jóllakatod az elnyomottat, akkor felragyog a sötétségben világosságod, és homályod déli verőfényre változik. 
Az igaz hívők így bizonyítják a Szentlélek átformáló erejét. Mindennapi életükben igazságosság, irgalmasság, részvét, szeretet, becsületesség látható. Ha nem így élnek, olyanok lesznek, mint a pelyva, amelyet tűzre vetnek.
“Immár pedig a fejsze is rávettetett a fák gyökerére: minden fa azért, amely jó gyümölcsöt nem terem, kivágattatik és a tűzre vettetik”. Egy fa értékét nem a neve, hanem a gyümölcse határozza meg. Ha a gyümölcs értéktelen, a név nem mentheti meg a fát a pusztulástól. K. János is kijelentette a zsidóknak, hogy Isten előtti helyzetüket jellemük és életük határozza meg. Hitvallásuk semmit sem ér. Ha életük és jellemük nincs összhangban Isten törvényével, akkor ők nem az Ő népe.

### Ne sodródj az árral! (17.)
- "A szűk kapun át menjetek be, mert széles a kapu és tágas az út, amely a pusztulásba vezet, és sokan vannak, akik bemennek rajta. S milyen szűk a kapu és szoros az út, amely az életre visz, és milyen kevesen vannak, akik megtalálják azt!" (Máté 7,13-14)

Jézus a szűk kapuval és a keskeny ösvénnyel ábrázolta hallgatóinak azt az utat, amellyel az istenfélő ember életét ismertette. A nagy tömeg a széles utat választja, sokan járnak arra, de az út vége kárhozat. Az élethez vezető út kapuja keskeny. Az út, amely a mennybe visz, sokkal keskenyebb, semhogy rang és gazdagság elférnének rajta; keskenyebb, semhogy kielégítsük becsvágyunkat és önző énünket. Meredekebb és sziklásabb, semhogy a kényelem rabjai megmászhatnák. Önmegtagadás, munka, türelem, gáncs, a bűnösök ellentmondása volt Krisztus osztályrésze; mindezeket a hívőknek is vállalniuk kell, ha Isten országába akarnak jutni.

### Legyetek tökéletesek! (18.)
- "Ti azért legyetek tökéletesek, miként a ti mennyei Atyátok tökéletes!" (Máté 5:48)

Azt mondja, legyetek tökéletesek (szentek), miként Isten is tökéletes (szent)! Legyünk mi is áldása és világossága környezetünknek, miként Jézus is az volt az egész teremtett világ számára. Krisztus az emberek üdvösségét nem szóbeli vallomásaiktól, hanem a megszentelt élet cselekedeteiben megnyilatkozó hittől teszi függővé. Követőitől tetteket vár és nem csak beszédet, mert csupán a cselekedetek tökéletesítik a jellemet. “Akiket Isten Lelke vezérel, azok Istennek fiai” (Róm 8:14).